# Luis Beltrán Prieto Figueroa
Luis Beltrán Prieto Figueroa va ser un educador i polític veneçolà.
Va néixer en L'Asunción (Nova Esparta) el 14 de març de 1902. Fill de Loreto Prieto i Josefa Figueroa. Prieto Figueroa va cursar estudis primaris a l'Escola Federal Francisco Esteban Gómez de la seva ciutat natal (1918) i va iniciar estudis de secundària en el Col·legi Federal fins a 1925 quan es va traslladar a Caracas on va concloure els seus estudis de secundària en el liceu Caracas (1927). Egressa de la Universitat Central de Veneçuela en 1934 amb el títol de doctor en Ciències Polítiques i Socials.
Des de molt jove es va dedicar a la docència. Va ser fundador i primer president de la Federació Veneçolana de Mestres en 1936. Va entrar de ple en la política a ser un dels cofundadors del partit d'Acció Democràtica l'any 1941, va formar part de la Junta Revolucionària de Govern que va sorgir en ser enderrocat el president Isaías Medina Angarita el 18 d'octubre de 1945. En 1948 va ser designat pel president Ròmul Gallecs, Ministre d'Educació.
Arran del cop d'estat del 24 de novembre de 1948, Prieto Figueroa va ser a l'exili. Amb el restabliment de la democràcia el 23 de gener de 1958, torna a Veneçuela i es va dedicar a la labor educativa en l'exterior com a cap de missió al servei de la Unesco, primer a Costa Rica (1951-1955) i després a Hondures (1955-1958). També va ser professor de la Universitat de l'Havana (1950-1951). En 1959 va fundar l'Institut Nacional de Cooperació Educativa (INCE).

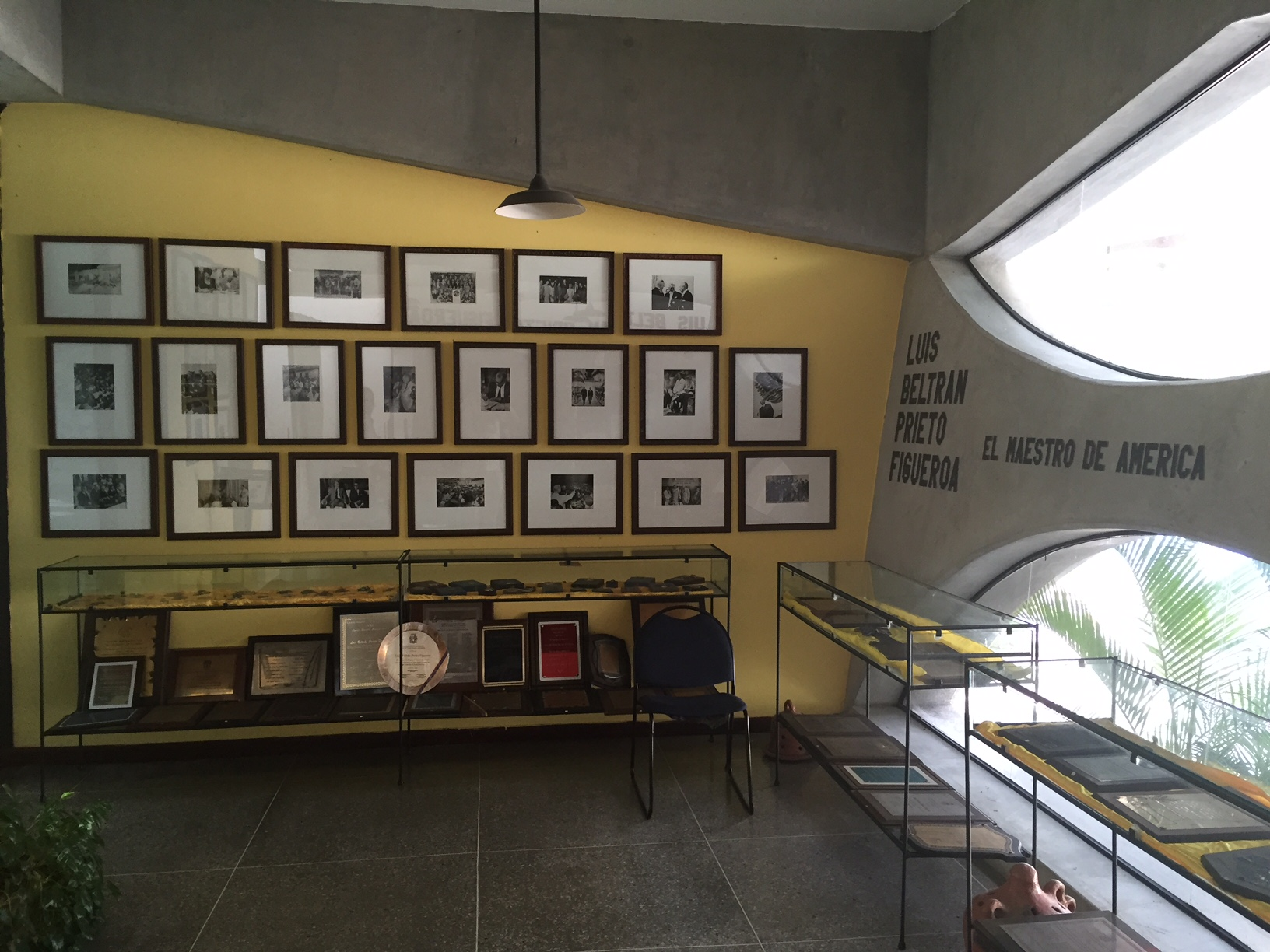
Sala Luis Beltrán Prieto Figueroa de la Biblioteca Loreto Prieto Higuerey, en el seu natal L'Asunción

En 1963, un dels ponts penjants del parc nacional El Plugim, situat en l'estat Bolívar, al sud de Veneçuela, col·lapsa, causant la tragèdia on mor un grup de mestres que visitaven la regió per assistir a la convenció de la Federació Veneçolana de Mestres. El mestre Don Luis Beltrán Prieto Figueroa, qui no estava en el pont al moment de la tragèdia, salva la seva vida per mera coincidència, perquè quan es dirigia al mateix, un grup de periodistes ho va interceptar per fer-li preguntes sobre la convenció magisterial.
Va presidir el Congrés Nacional des de 1962 fins a 1966. Separat del seu partit, va fundar el Moviment Electoral del Poble (MEP) conformat per dissidents de l'ala esquerrana de AD, entre ells Jesús Ángel Paz Galárraga, presentant-se com a candidat a la presidència de la república en els comicis efectuats en els anys 1968 i 1978, obtenint el 19,34% i l'1,12% dels vots (cambra i cinquè lloc, respectivament). Va argumentar en 1968 frau electoral.
En l'aspecte literari va escriure diversos llibres, fonamentalment sobre temes educatius i poesia. Era també col·laborador d'importants diaris veneçolans. Va morir a Caracas el 23 d'abril de 1993.

## Obra
- - Las ideas no se degüellan (1980)
  - Pido la palabra (1982)
  - Mi hermana María Secundina y otras escrituras (1984)
  - Principios generales de la educación
  - El Estado y la educación en América Latina
  - El Estado Docente
  - Joven Empinate
  - Maestros Eunucos Politicos
  - Las Magias de los Libros